# Ketill Þorsteinsson
Ketill Þorsteinsson, né en 1075 et mort le 7 juillet 1145, est une personnalité religieuse médiévale islandaise, évêque catholique de Hólar entre 1122 et 1145.